# أكمية خيطية الساق
أكمية خيطية الساق (الاسم العلمي:Aechmea filicaulis) هي نوع من النباتات تتبع جنس الأكمية من الفصيلة البروميلية.